# Madison (skivmärke)

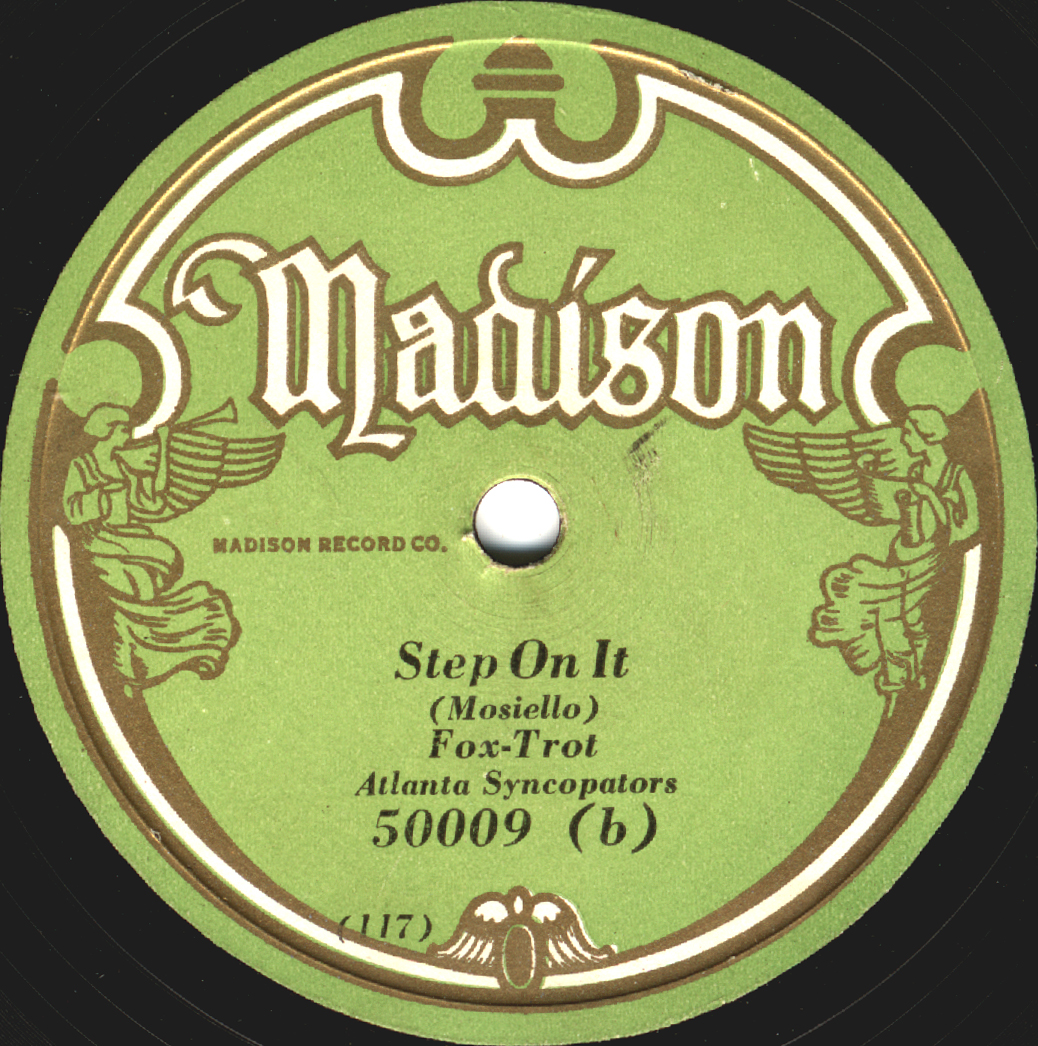
Madison-etikett från cirka 1929.

Madison var ett amerikanskt skivmärke utgivet 1926-1931.
Madison tillverkades av bolaget Grey Gull för varuhuskedjan Woolworth's. Musikinnehållet är i stor utsträckning identiskt med det som gavs ut på andra lågprisetiketter producerade av Grey Gull (Radiex, Van Dyke med flera), men Madison-utgåvorna avviker på ett antal punkter från övriga "syskon" i Grey Gull-familjen.
Till att börja med är inspelningarna på A- respektive B-sidor i regel kopplade på ett annat sätt än på de andra etiketterna (där dessa kopplingar i regel är identiska oavsett utgåva). Vidare har katalognumren på Madison inget synbart samband med de övriga märkenas nummerserier. Det finns också åtskilliga inspelningar som är utgivna enbart på Madison, inkluderande annorlunda versioner av melodier som finns även på andra Grey Gull-etiketter. Många av dessa inspelningar har också annorlunda matrisnummer än den nummerserie som används på bolagets övriga etiketter, men i vissa fall kan detta också röra sig om en ren omnumrering av befintliga inspelningar ur den ordinarie matrisserien. Inte minst fortsatte dock Madison ensamt att komma ut i ungefär ett år efter att bolagets samtliga övriga etiketter lagts ner. Madisonetiketterna har heller ingen hänvisning till att skivorna tillverkats av Grey Gull utan hänvisar i stället till det fiktiva företaget "Madison Record Co.".
I tidningen Record research citerades 1969 en intervju från 1942 med en Harrison Smith, vilken uppgivit att "Woolworth betalade 11 cent till Grey Gull för varje Madisonskiva, vilken sedan såldes för 10 cent bara för att hindra kunderna från att i stället gå till Kresge, McCrory och Grant [andra lågprisvaruhus]".
Många Madison-utgåvor är pressade i brun eller rödaktig schellack.